# Љубомир Николић
Љубомир Николић Баџа (Јагодина, 26. децембар 1983) српски је глумац.

## Биографија
Љубомир Николић је рођен 26. децембра 1983. године у Јагодини. Глумом се бави од 2013. године, а прва улога му је била у серији Синђелићи продуцентске куће Емошон.
Имао је улогу и у филму Јужни ветар редитеља Милоша Аврамовића. Наставља да глуми и у првој сезони серије Јужни ветар где игра телохранитеља човека из сенке познатог као Црвени. Такође глуми и у серијама  Слатке муке и Ургентни центар. Најпознатији је по улози у серији Сенке над Балканом у којој игра Симу, првог човека озлоглашеног Кројача кога игра Ненад Јездић. Глуми у другом делу филма 
 Јужни Ветар Убрзање  а онда у другој сезони популарне серије  Клан где игра криминалца под именом "Медени". Глуми комичног криминалца Болета у првој сезони најпопуларније серије у Србији У Клинчу. Такође игра и у трећој сезони исте серије.

## Филмографија
| Год.       | Назив                           | Улога                            |
| ---------- | ------------------------------- | -------------------------------- |
| 2014.      | Синђелићи                       | Стојко                           |
| 2017—2019. | Сенке над Балканом              | Сима                             |
| 2018.      | Јужни Ветар                     | Шеф обезбеђења Црвеног           |
| 2019.      | Екипа                           | Баџа                             |
| 2019.      | Слатке муке                     | Вођа Насилника                   |
| 2020-2021. | Ургентни центар                 | Продавац Маре                    |
| 2020-2022. | Јужни ветар (ТВ серија)         | Телохранитељ Црвеног             |
| 2021.      | Јужни ветар 2: Убрзање          | Телохранитељ Црвеног             |
| 2022.      | Игра судбине                    | Мајстор Бода                     |
| 2022.      | Клан                            | Медени                           |
| 2022.      | У клинчу                        | Кримос Боле                      |
| 2023.      | Голгетер                        | Власник фудбалског клуба         |
| 2024.      | Радничка класа иде у пакао      | Мика                             |
| 2024.      | Југодром                        | Зеленаш                          |
| 2024.      | Авионџије                       | Милан                            |
| 2024.      | Што се боре мисли моје (серија) | Телал                            |
| 2025.      | Тврђава                         | Избацивач                        |
| 2025.      | Љубав у тишини (ТВ серија)      | Мишел                            |
| 2025.      | Ни у сну (ТВ серија)            | Румунски цариник                 |
| 2025.      | Златни рез 42                   | Војни кувар (железничка станица) |